# 警視監
警視監（けいしかん、英称：Senior Commissioner）は、警察法第62条に規定される日本の警察官の階級の1つ。上から2番目。地方警務官たる警視監定員は38人、警察庁職員たる警視監の定員は警視長と合わせて41人。警視総監の下、警視長の上。

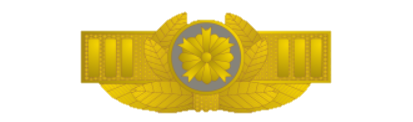
警視監の階級章

## 階級の位置と役割
警視監の階級は、警察法第62条に規定され、上位には警視総監があり、下位には警視長、警視正、警視、警部、警部補、巡査部長および巡査（巡査長含む）が定められている。

## 警視監への昇任
キャリアとして警察庁へ入庁し、警視長へ昇任した者は、他省庁へ転籍したり不祥事辞職でもない限りは全員が警視監へ昇任する。準キャリアでは、入庁36年目の者が大規模県警察本部長在任中に警視監へ昇任した例（令和7年1月31日発令、任警視監）があることから、成績優秀者であれば昇任する可能性がある。また、ノンキャリアでも、警視庁の部長（階級は警視長）クラスまで昇任した者は、退職日付で警視監へ昇任する場合がある（例・2008年2月25日発令、警視庁生活安全部長が退職日付で任警視監）。

## 警視監の役職
警察庁内部部局
- 次長
- 長官官房長
- 局長 (生活安全局・刑事局・交通局・警備局・サイバー警察局)
- 長官官房総括審議官
- 長官官房政策立案総括審議官兼公文書監理官
- 長官官房審議官 (7名)
- 部長 (組織犯罪対策部長・外事情報部長・警備運用部長)
- 長官官房首席監察官
- 主要課長

警察庁地方機関
- 管区警察局長

警察庁附属機関
- 警察大学校 校長・副校長・特別捜査幹部研修所長・国際警察センター所長・警察政策研究センター所長
- 皇宮警察本部 本部長（皇宮警視監）
- 科学警察研究所 副所長

警視庁
- 副総監
- 総務部・警務部・交通部・警備部・公安部・刑事部・生活安全部の各部長

道府、主要指定県および一部の県警察本部
- 本部長
- 大阪府警察本部 副本部長